# Port lotniczy Muanda
Port lotniczy Muanda (IATA: MNB, ICAO: FZAG) – port lotniczy obsługujący miasto Muanda, w prowincji Kongo Środkowe, w Demokratycznej Republice Konga.

## Kierunki lotów i linie lotnicze
| Linia Lotnicza | Kierunek    |
| -------------- | ----------- |
| Congo Airways  | 1. Kinszasa |